# Audrey Niffenegger
Œuvres principales
- Le temps n'est rien

Audrey Niffenegger, née le 13 juin 1963 à South Haven dans le Michigan, est une romancière de science-fiction et une artiste américaine. Son premier roman, « Le temps n’est rien » (titre original : The Time Traveler’s Wife) est un bestseller.

## Biographie
Audrey Niffenegger est née en 1963 à South Haven, dans le Michigan, avant de déménager deux ans plus tard à Evanston, dans l'Illinois, avec ses parents et ses deux sœurs. Elle passe la majeure partie de sa vie à Chicago ou dans ses environs, et obtient son diplôme de premier cycle à l'Art Institute of Chicago où elle étudie les arts visuels. Elle obtient ensuite son MFA (Master of Fine Arts) à la Northwestern University.
Audrey Niffenegger est actuellement professeur au département de création littéraire du Columbia College de Chicago, où elle a co-fondé le Columbia College Chicago Center for the Book and Paper Arts.
Audrey Niffenegger est également membre fondateur de T3 ou Text3, un groupe d'artistes et d'écrivains qui se produit et expose à Chicago. Elle est aussi une ancienne élève et membre du conseil d'administration de la Fondation Ragdale. Son parcours artistique la conduit à se lancer dans la fabrication de livres par le biais de techniques traditionnelles telles que la taille-douce et la typographie.
Audrey Niffenegger est l'épouse du dessinateur Eddie Campbell. Avec lui, elle réalise le roman graphique Bizarre Romance pour célébrer l'exposition Comics Unmasked à la British Library. Son attitude philosophique la situe quelque part entre l'agnosticisme et l'athéisme ; elle attribue cette conviction aux incohérences et contradictions de son éducation catholique.

## Œuvres

### Romans
Le premier roman d'Audrey Niffenegger, The Time Traveler's Wife (en français : Le temps n'est rien), publié en 2003, est un succès international. À l'origine, le livre devait être un roman graphique, mais le concept du voyage dans le temps s'est avéré particulièrement difficile à illustrer, c'est donc resté une oeuvre purement littéraire. Une adaptation cinématographique est sortie en 2009 mais Audrey Niffenegger, qui n' a pas participé à l'adaptation et n'a pas vu le film, considère que les personnages du script ne sont pas vraiment à l'image de ceux de son livre.
En mars 2009, Audrey Niffenegger publie son second roman, une histoire de fantôme littéraire intitulée Her Fearful Symmetry ; le manuscrit est vendu aux Éditions Scribner pour près de 5 M$. L'histoire se déroule dans le Cimetière de Highgate où Audrey Niffenegger a été guide touristique pendant ses années de recherches. Bien que ce roman n'ait pas eu un succès commercial aussi important que The Time Traveler's Wife, Her Fearful Symmetry a reçu de très bonnes critiques et a encore renforcé la notoriété de l'autrice.
En 2012, Audrey Niffenegger collabore avec Wayne McGregor sur un projet de ballet dont elle écrit l'histoire, Raven Girl, publié en 2013 et joué au Royal Opera House de Londres en 2013 et 2015.
En 2009, elle commence à travailler sur un nouveau roman intitulé The Chinchilla Girl in Exile. Début 2024, le livre n'est toujours pas publié ; Audrey Niffenegger se définit elle-même comme une écrivaine très lente et avoue avoir déjà passé 14 ans sur un roman graphique.
En 2013, Audrey Niffenegger envisage une suite à son premier roman The Time Traveler's Wife, dont le titre devrait être The Other Husband.

### Romans graphiques
Lorsqu'elle est étudiante à l'Art Institute of Chicago, Audrey Niffenegger créée sa propre spécialité en arts du livre, en combinant la gravure, les arts typographiques et la reliure. Son premier projet s'intitule The Adventuress, qu'elle décrit comme « un roman en images ». Le deuxième roman graphique d'Audrey Niffenegger s'intitule The Three Incestuous Sisters (Les trois sœurs incestueuses), qu'elle compose alors qu'elle termine son MFA à Northwestern. Ces deux romans graphiques ont été publiés par Harry N. Abrams. The Three Incestuous Sisters, qui a été publié en 2005, raconte l'histoire de trois sœurs assez étranges qui vivent dans une maison au bord de la mer ; le livre a été comparé à l'œuvre d'Edward Gorey. The Adventuress est publié le 1er septembre 2006.
Sa nouvelle The Night Bookmobile, d'abord publiée dans son format original en 2004, est ensuite adaptée dans The Guardian en 2008 sous forme de feuilleton graphique, puis publiée en octobre 2010 par Jonathan Cape. Cet ouvrage est considéré par son autrice comme le premier épisode d'une série intitulée The Library. Une suite non graphique, intitulée Moths of the New World, qui traite d'un livre volé, est publiée dans The Guardian en novembre 2011.

### Romans
- Le temps n'est rien, Michel Lafon, 2005 ((en) The Time Traveler’s Wife, 2003)  (ISBN 2-7499-0237-1)
- Les Jumelles de Highgate, Éditions XO, 2009 ((en) Her Fearful Symmetry, 2009)  (ISBN 9782915056921)
- (en) Raven Girl, Harry N. Abrams, 2013  (ISBN 1419707264)

### Nouvelles
- Jakob Wywialowski and the Angels (2004)
- Prudence: The Cautionary Tale of a Picky Eater dans le livre Poisonous Plants at Table (2006)

### Bandes dessinées
- (en) The Night Bookmobile, Harry N. Abrams, 2010  (ISBN 0810996170)
- (en) Bizarre Romance, Abrams ComicArts, 2018  (ISBN 1419728539) (coécrit avec Eddie Campbell)

### Romans graphiques
- (en) The Adventuress, Harry N. Abrams, Inc., 1985  (ISBN 081097052X)[22]
- The Spinster (1986)
- Aberrant Abecedarium (1986)
- The Murderer (1987)[23]
- (en) Spring, Magravane's Press, 1993[24]
- (en) The Three Incestuous Sisters: An Illustrated Novel, Harry N. Abrams, Inc., 2005  (ISBN 0810959275)
- (en) Raven Girl, Harry N. Abrams, 2013  (ISBN 1419707264)

### Ouvrages d'art
- (en) Awake in the Dream World: The Art of Audrey Niffenegger, New York PowerHouse Books, 2013  (ISBN 157687639X)

### Antologies
- (en) Ghostly: A Collection of Ghost Stories, Scribner, 2015  (ISBN 1501111191)